# Слава Могутін
Слава Могутін — (до 2011 — Могутін Ярослав Юрійович, нар. 12 квітня 1974, Кемерово) — одночасно сучасний російський письменник і американський квір-художник. Живе і працює в Нью-Йорку. Автор семи книг, отримав премію Андрія Білого. Як художник працює в основному з фотографією, рідше в жанрах відео і колажу.

## Біографія
Народився в родині відомого поета Юрія Могутіна. Ще підлітком приїхав до Москви, де став працювати журналістом у виданнях «Незалежна газета», «Московські новини», журналі «Столиця». Відверті і провокаційні публікації в газеті «Новий Погляд» створили йому скандальну популярність і стали причиною порушення проти нього трьох кримінальних справ, за якими він міг отримати тюремне ув'язнення до семи років.
В 1994 у створеній Судовій палаті з інформаційних суперечок при Президенті Російської Федерації, «керуючись пунктами 4, 9, 29 Положення про Судову палату», розглянула зміст публікації «Чеченський вузол. 13 тез» в газеті «Новий Погляд», результатом чого стало порушення кримінальної справи. 

Могутін був змушений емігрувати у США, де отримав політичний притулок за підтримки правозахисних організацій, зокрема Amnesty International та Американського ПЕН-центру. Після від'їзду публікувався в «Новому Погляді» та в газеті «Лимонка». Крім того став постійним колумністом «Нового Погляду» в 1993–1995 роках.

Був одним з редакторів для книги, яку видав літературознавець Семен Карлінський: «Out of The Blue by Kevin Moss, Simon Karlinsky, February 1997, Gay Sunshine Press edition». ISBN 0-940567-19-9. До цієї книги увійшли російські письменники сучасності: Ярослав Могутін, Дмитро Кузьмін, Дмитро Бушуєв, Дмитро Губін, Сергій Рибіков.
У рецензії на книгу «Лімоніана, або Невідомий Лимонов» публікації Могутіна охарактеризовані як «справжній подарунок для поціновувачів богеми».
Правоохоронні органи тривалий час виявляли інтерес до Могутіна і Лимонова (в контексті їх співпраці з «Новим Поглядом»). Про це згадував журналіст-емігрант в своїй роботі «Америка в моїх штанях» : 

Нещодавно телефонував Додолєв, сказав, що до редакції «Нового Погляду» приходили менти з автоматами (добре хоч не з вівчарками!) — шукати мене. У них, нібито, з'явилася інформація про те, що я потайки приїхав до Москви. Вони, мабуть, вирішили, що раз я продовжую публікуватися в НВ, то цілими днями сиджу в редакції і чекаю, коли вони мене нарешті пов'яжуть. Лимонова теж почали смикати. В нашу квартиру на Арбаті, де він зараз живе, недавно приходив дільничний

## Кар'єра фотохудожника
У США Могутін більшою мірою займається образотворчим мистецтвом. Починаючи з 1999 року проходять його персональні виставки в Нью-Йоркку, Берліні, Стокгольмі,Москві. Фотороботи публікуються в журналах BUTT, The New York Times, The Village Voice, iD, Visionaire, Bound & Gagged, L'Uomo Vogue.
Його поезію, фікшн, есе, інтерв'ю цитує безліч публікацій і антологій. Літературні роботи переведені на шість мов. Сам Ярослав перекладав на російську мову поезію Аллена Гінзберга, есе Вільяма Берроуза, фікшн Денніса Купера. 

В 2004році спільно з Брайаном Кенні заснував «SUPERM» — трупу мультимедійного локалізованого мистецтва, роботи якої виставляють у галереях і музеях Нью-Йорка, Лос-Анджелеса, Москви, Берліна, Лондона, Осло, Бергена, іспанського Леона.

## Участь у акціях на підтримку геїв
12 квітня 1994 року в Москві Ярослав Могутін спробував вступити в шлюб з художником Робертом Філіппіні.

Під псевдонімом Tom International знявся в порнографічному агітпроп-фільмі Брюса ЛяБрюса «Skin Gang» (1999), а потім ще в чотирьох відвертих картинах Майкла Лукаса. Пізніше, в 2004 році і під своїм ім'ям — в незалежному кіно Лаури Колею «Stay Until Tomorrow» (2004).

1 червня 2000 в Москві в Чеховської бібліотеці відбувся творчий вечір Ярослава Могутіна. Це був перший виступ Могутіна в Росії з тих пір як він попросив політичного притулку в США.

## Громадянство США
У вересні 2011 року остаточно прийняв американське громадянство, про що заявив на своєму сайті. Після отримання громадянства США офіційно змінив ім'я на Слава.